# Labyrinthe
Labyrinthe è l'album di debutto della cantante francese Guesch Patti pubblicato nel 1988.

## Tracce
1. Let Be Must The Queen
2. Triangle
3. Étienne
4. Backstage D'une Star
5. Bon Anniversaire
6. Faits Divers
7. Roule...Tu Dis
8. Culture
9. Cul Cul Clan
10. Manque Un Detail
11. Tout Seul...
12. C'est Pas Assez